# 일리아 말리닌
일리아 말리닌(영어: Ilia Malinin, 러시아어: Илья́ Рома́нович Мали́нин 일리야 로마노비치 말리닌[*], 2004년 12월 2일~)은 미국의 피겨스케이팅 선수이다. 그는 세계 선수권 대회에서 금메달 2개(2024), 2025)), 동메달 1개(2023)를 획득했으며 그랑프리 파이널 2회 우승(2023-24, 2024-25), 3위 1회(2022-23) 달성했다. 그는 남자 쇼트 프로그램, 프리 스케이트 합산 주니어 기록과 남자 프리 스케이트 시니어 세계 기록을 보유하고 있다.

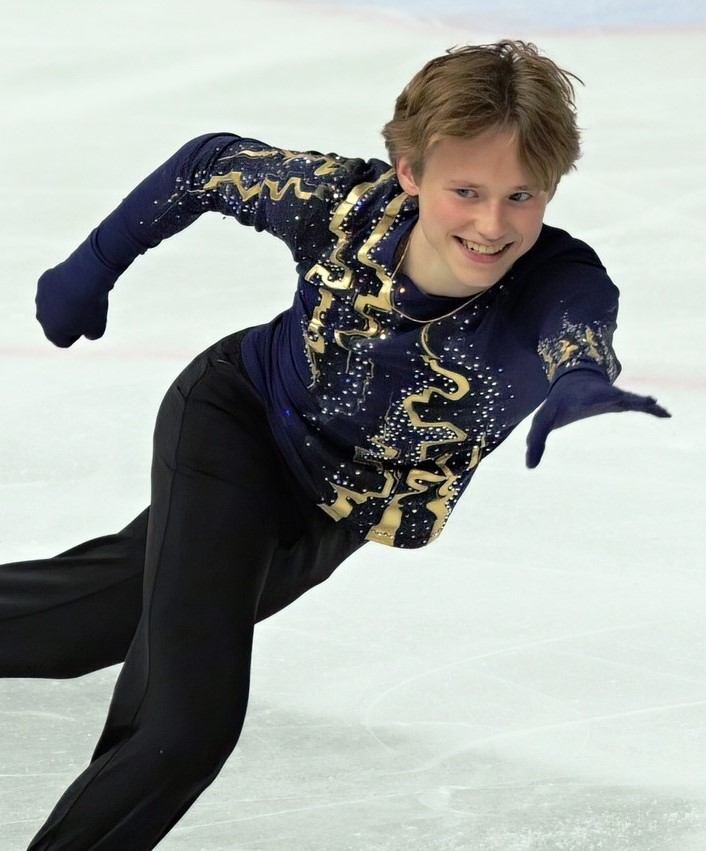
2021년 CS 컵 오브 오스트리아 당시의 말리닌

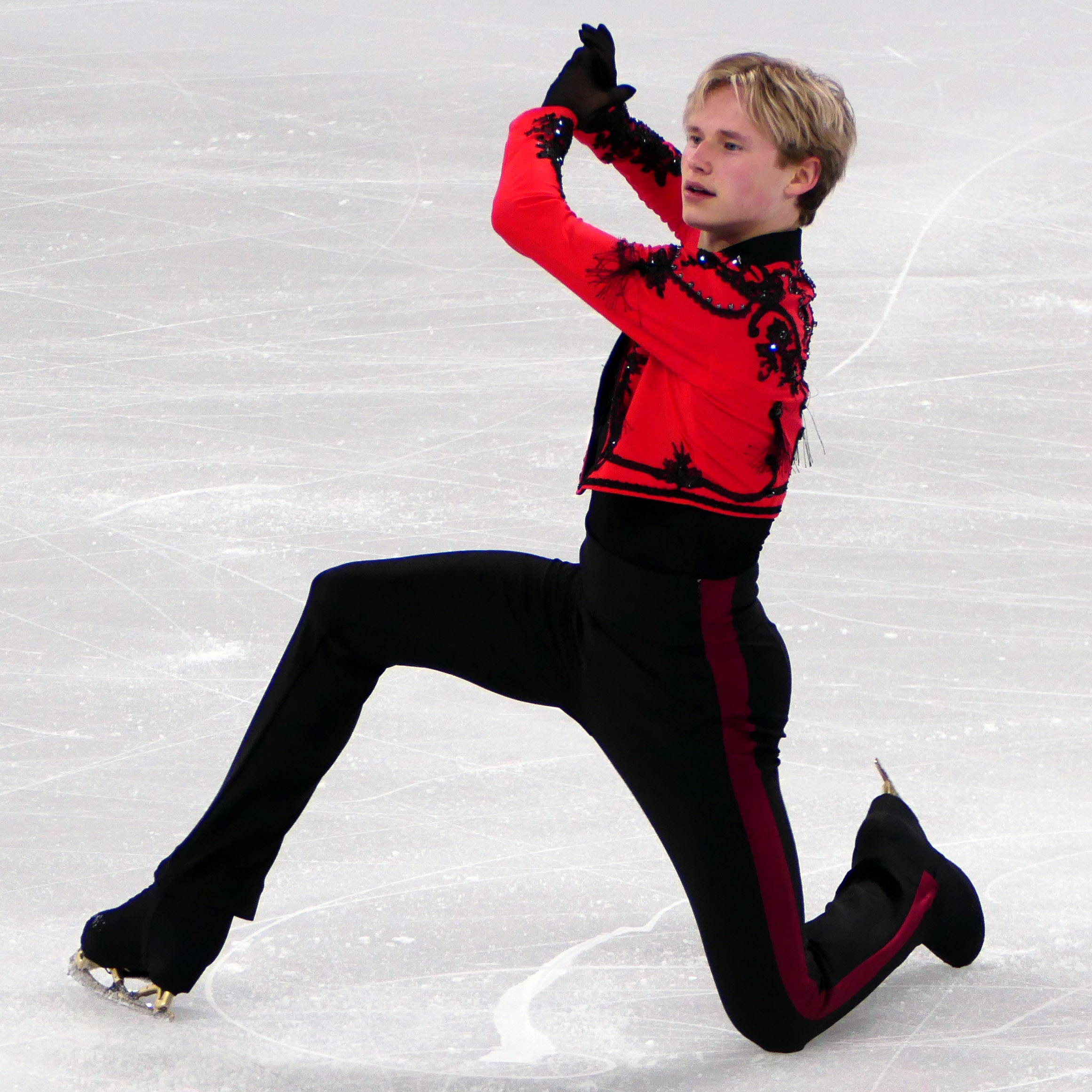
2022년 세계 선수권 대회 쇼트 프로그램 당시의 말리닌

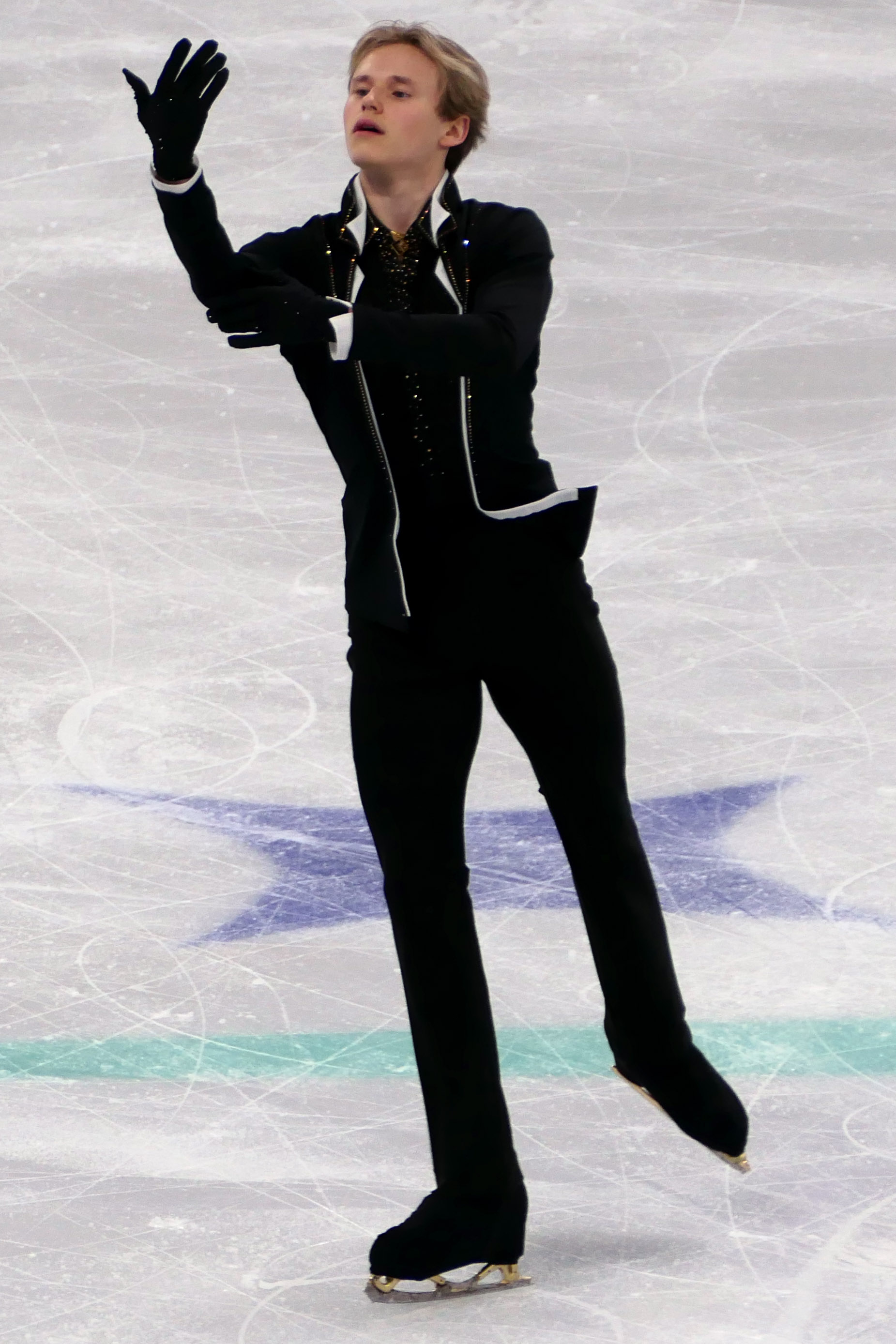
2022년 세계 선수권 대회 프리 스케이트 당시의 말리닌

## 개인사
말리닌의 아버지인 로만 스코르냐코프와 타티야나 말리니나는 러시아계 혈통으로 우즈베키스탄 피겨스케이팅 국가대표 선수로 활동했다.